# Xistra laticorna
Xistra laticorna är en insektsart som beskrevs av Zheng, Z. 1988. Xistra laticorna ingår i släktet Xistra och familjen torngräshoppor. Inga underarter finns listade i Catalogue of Life.